# Lista localităților din provincia Ordu

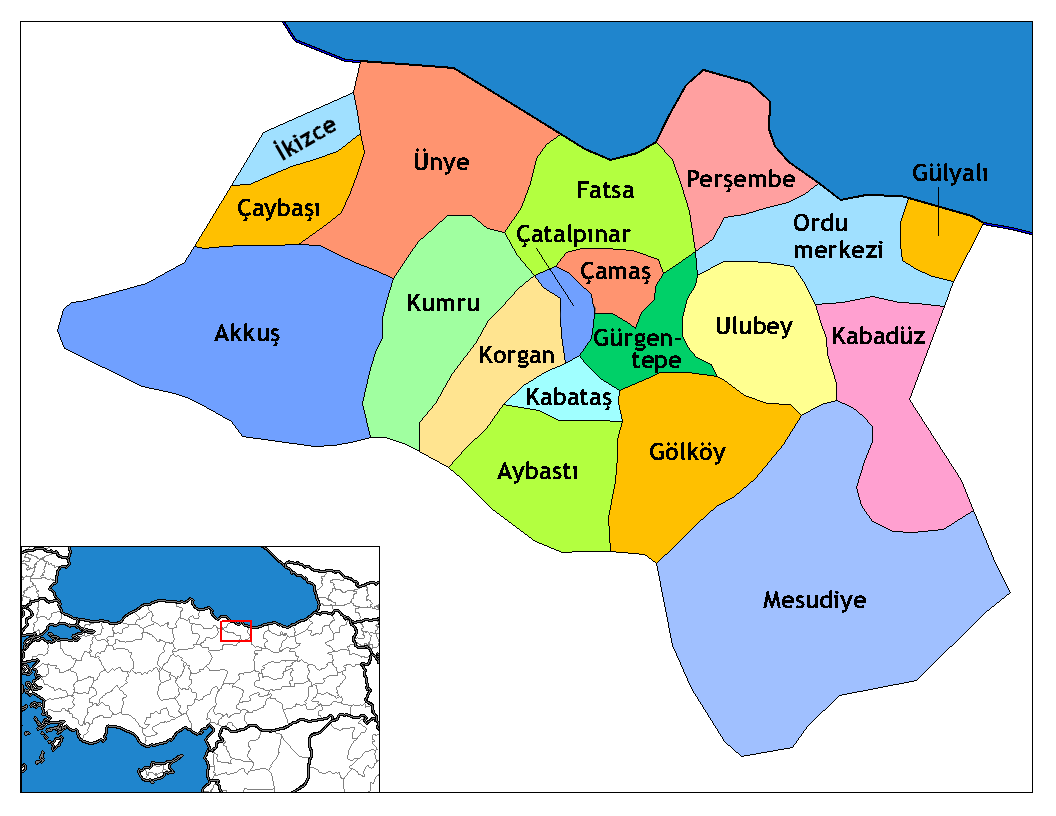
Provincia Ordu

Aceasta este lista localităților din Provincia Ordu, Turcia, după districte. În secțiunile de mai jos, prima localitate din fiecare listă este centrul administrativ al districtului.

## Ordu
- Ordu
- Akçatepe, Ordu
- Akkise, Ordu
- Alembey, Ordu
- Alınca, Ordu
- Alisayvan, Ordu
- Altunyurt, Ordu
- Arpaköy, Ordu
- Artıklı, Ordu
- Ataköy, Ordu
- Aydınlık, Ordu
- Bahariye, Ordu
- Bayadı, Ordu
- Bayramlı, Ordu
- Boztepe, Ordu
- Burhanettinköy, Ordu
- Cumhuriyet, Ordu
- Çavuşlar, Ordu
- Dedeli, Ordu
- Delikkaya, Ordu
- Düzköy, Ordu
- Emen, Ordu
- Erenli, Ordu
- Eskipazar, Ordu
- Eyüplü, Ordu
- Gerce, Ordu
- Gökömer, Ordu
- Gümüşköy, Ordu
- Günören, Ordu
- Güzelyalı, Ordu
- Hacılar, Ordu
- Hatipli, Ordu
- Hürriyet, Ordu
- Işıklı, Ordu
- Karaağaç, Ordu
- Karacaömer, Ordu
- Karaoluk, Ordu
- Kayabaşı, Ordu
- Kayadibi, Ordu
- Kısacık, Ordu
- Kızılhisar, Ordu
- Kovancı, Ordu
- Kökenli, Ordu
- Kurtulmuş, Ordu
- Kuylu, Ordu
- Mubarek, Ordu
- Oğmaca, Ordu
- Orhaniye, Ordu
- Ortaköy, Ordu
- Osmaniye, Ordu
- Öceli, Ordu
- Örencik, Ordu
- Övündük, Ordu
- Pelitli, Ordu
- Sağırlı, Ordu
- Saraycık, Ordu
- Şenköy, Ordu
- Şenocak, Ordu
- Terzili, Ordu
- Teyneli, Ordu
- Tikence, Ordu
- Topluca, Ordu
- Uzunisa, Ordu
- Uzunmusa, Ordu
- Yağızlı, Ordu
- Yaraşlı, Ordu
- Yemişli, Ordu
- Yeşilköy, Ordu
- Yıldızlı, Ordu
- Yukarıtepe, Ordu
- Zafer, Ordu

## Akkuş
- Akkuş
- Akpınar, Akkuş
- Ambargürgen, Akkuş
- Ceyhanlı, Akkuş
- Çamlıca, Akkuş
- Çavdar, Akkuş
- Çayıralan, Akkuş
- Çökek, Akkuş
- Çukurköy, Akkuş
- Dağyolu, Akkuş
- Damyeri, Akkuş
- Düğencili, Akkuş
- Esentepe, Akkuş
- Gedikli, Akkuş
- Gökçebayır, Akkuş
- Gürgenliyatak, Akkuş
- Haliluşağı, Akkuş
- Karaçal, Akkuş
- Kargı, Akkuş
- Kemikgeriş, Akkuş
- Ketendere, Akkuş
- Kızılelma, Akkuş
- Koçcuvaz, Akkuş
- Kurtboğaz, Akkuş
- Kuşçulu, Akkuş
- Külekçili, Akkuş
- Meyvalı, Akkuş
- Muratlı, Akkuş
- Ormancık, Akkuş
- Ortabölme, Akkuş
- Salman, Akkuş
- Seferli, Akkuş
- Şahinköy, Akkuş
- Tuzakköy, Akkuş
- Yeşilgüneycik, Akkuş
- Yeşilköy, Akkuş
- Yolbaşı, Akkuş
- Yukarıdüğencili, Akkuş

## Aybastı
- Aybastı
- Alacalar, Aybastı
- Beştam, Aybastı
- Çakırlı, Aybastı
- Hisarcık, Aybastı
- Kayabaşı, Aybastı
- Pelitözü, Aybastı
- Sarıyar, Aybastı
- Sefalık, Aybastı
- Toygar, Aybastı
- Uzundere, Aybastı
- Zaferimilli, Aybastı

## Çamaş
- Çamaş
- Budak, Çamaş
- Edirli, Çamaş
- Hisarbey, Çamaş
- Kocaman, Çamaş
- Saitler, Çamaş
- Söken, Çamaş

## Çatalpınar
- Çatalpınar
- Akkaya, Çatalpınar
- Elmaköy, Çatalpınar
- Göller, Çatalpınar
- Gündoğdu, Çatalpınar
- Karahamza, Çatalpınar
- Karahasan, Çatalpınar
- Kayatepe, Çatalpınar
- Keçili, Çatalpınar
- Madenköy, Çatalpınar
- Ortaköy, Çatalpınar
- Sayacatürk, Çatalpınar
- Şirinköy, Çatalpınar

## Çaybaşı
- Çaybaşı
- Akbaba, Çaybaşı
- Eğribel, Çaybaşı
- Göksu, Çaybaşı
- İçeribükü, Çaybaşı
- İlküvez, Çaybaşı
- Kapılı, Çaybaşı
- Köklük, Çaybaşı

## Fatsa
- Fatsa
- Ahmetler, Fatsa
- Arpalık, Fatsa
- Aslancami, Fatsa
- Aşağıardıç, Fatsa
- Aşağıtepe, Fatsa
- Aşağıyavaş, Fatsa
- Bacanak, Fatsa
- Bağlarca, Fatsa
- Bahçeler, Fatsa
- Başköy, Fatsa
- Beyceli, Fatsa
- Bolaman, Fatsa
- Bozdağı, Fatsa
- Bucaklı, Fatsa
- Buhari, Fatsa
- Bülbül, Fatsa
- Büyükkoç, Fatsa
- Çömlekli, Fatsa
- Çötelü, Fatsa
- Demirci, Fatsa
- Dereyurt, Fatsa
- Duayeri, Fatsa
- Düğünlük, Fatsa
- Eskiordu, Fatsa
- Geyikçeli, Fatsa
- Gölköy, Fatsa
- Hatipli, Fatsa
- Hıdırbeyli, Fatsa
- Hoylu, Fatsa
- Ilıca, Fatsa
- İnönü, Fatsa
- İslamdağ, Fatsa
- Kabakdağı, Fatsa
- Kaleönü, Fatsa
- Karataş, Fatsa
- Kayaca, Fatsa
- Kılavuzömer, Fatsa
- Kılıçlı, Fatsa
- Kösebucağı, Fatsa
- Kulak, Fatsa
- Küçükkoç, Fatsa
- Mehmetakif, Fatsa
- Oluklu, Fatsa
- Örencik, Fatsa
- Salihli, Fatsa
- Saraytepe, Fatsa
- Sazcılar, Fatsa
- Sefaköy, Fatsa
- Sudere, Fatsa
- Tahtabaş, Fatsa
- Tayalı, Fatsa
- Tepecik, Fatsa
- Yalıköy, Fatsa
- Yapraklı, Fatsa
- Yassıbahçe, Fatsa
- Yassıtaş, Fatsa
- Yavaş, Fatsa
- Yenidoğan, Fatsa
- Yenikent, Fatsa
- Yeniyurt, Fatsa
- Yeşilköy, Fatsa
- Yeşiltepe, Fatsa
- Yukarıardıç, Fatsa
- Yukarıbahçeler, Fatsa
- Yukarıtepe, Fatsa
- Yusuflu, Fatsa

## Gülyalı
- Gülyalı
- Ambarcılı, Gülyalı
- Ayrılık, Gülyalı
- Kestane, Gülyalı
- Mustafalı, Gülyalı
- Taşlıçay, Gülyalı
- Turnasuyu, Gülyalı

## Gürgentepe
- Gürgentepe
- Alaseher, Gürgentepe
- Bahtiyarlar, Gürgentepe
- Tikenlice, Gürgentepe
- Eskiköy, Gürgentepe
- Gülbelen, Gürgentepe
- Gültepe, Gürgentepe
- Hasancık, Gürgentepe
- Işıktepe, Gürgentepe
- Şirinköy, Gürgentepe
- Tepeköy, Gürgentepe
- Tuzla, Gürgentepe

## Gölköy
- Gölköy
- Ahmetli, Gölköy
- Akçalı, Gölköy
- Alanyurt, Gölköy
- Aydoğan, Gölköy
- Bayıralan, Gölköy
- Bulut, Gölköy
- Cihadiye, Gölköy
- Çatak, Gölköy
- Çetilli, Gölköy
- Damarlı, Gölköy
- Direkli, Gölköy
- Düzyayla, Gölköy
- Emirler, Gölköy
- Güzelyayla, Gölköy
- Güzelyurt, Gölköy
- Haruniye, Gölköy
- Hürriyet, Gölköy
- İçyaka, Gölköy
- Kale, Gölköy
- Karahasan, Gölköy
- Konak, Gölköy
- Kozören, Gölköy
- Özlü, Gölköy
- Süleymaniye, Gölköy
- Yuvapınar, Gölköy

## İkizce
- İkizce
- Derebaşı, İkizce
- Devecik, İkizce
- Dumantepe, İkizce
- Düzmeşe, İkizce
- Esentepe, İkizce
- Kaynartaş, İkizce
- Kervansaray, İkizce
- Kiraztepe, İkizce
- Özpınar, İkizce
- Şenbolluk, İkizce
- Yoğunoluk, İkizce

## Kabadüz
- Kabadüz
- Akgüney, Kabadüz
- Derinçay, Kabadüz
- Dişkaya, Kabadüz
- Esenyurt, Kabadüz
- Gelinkaya, Kabadüz
- Gümüşdere, Kabadüz
- Gülpınar, Kabadüz
- Harami, Kabadüz
- Kirazdere, Kabadüz
- Özlükent, Kabadüz
- Yeşilada, Kabadüz
- Yokuşdibi, Kabadüz

## Kabataş
- Kabataş
- Alankent, Kabataş
- Beylerli, Kabataş
- Kuzköy, Kabataş

## Korgan
- Korgan
- Aşağıkozpınar, Korgan
- Belalan, Korgan
- Beypınarı, Korgan
- Büyükakçakese, Korgan
- Çamlı, Korgan
- Çayırkent, Korgan
- Çiftlik, Korgan
- Çitlice, Korgan
- Durali, Korgan
- Karakışla, Korgan
- Koçcuğaz, Korgan
- Soğukpınar, Korgan
- Tatarcık, Korgan
- Tepealan, Korgan
- Terzili, Korgan
- Yeniköy, Korgan
- Yeşilalan, Korgan
- Yeşildere, Korgan
- Yeşilyurt, Korgan
- Yukarıkozpınar, Korgan

## Kumru
- Kumru
- Ağcaalantürk, Kumru
- Akçadere, Kumru
- Avdullu, Kumru
- Balı, Kumru
- Ballık, Kumru
- Çatılı, Kumru
- Derbent, Kumru
- Divanıtürk, Kumru
- Duman, Kumru
- Ergentürk, Kumru
- Esence, Kumru
- Eskiçokdeğirmen, Kumru
- Fizme, Kumru
- Gökçeli, Kumru
- Güneycik, Kumru
- Karaağaç, Kumru
- Karacalar, Kumru
- Kayabaşı, Kumru
- Konaklı, Kumru
- Kovancılı, Kumru
- Küçükakçakese, Kumru
- Ortaçokdeğirmen, Kumru
- Şenyurt, Kumru
- Tekkeköy, Kumru
- Yalnızdam, Kumru
- Yemişken, Kumru
- Yeniakçaalan, Kumru
- Yenidivan, Kumru
- Yeniergen, Kumru
- Yukarıdamlalı, Kumru

## Mesudiye
- Mesudiye
- Abdili, Mesudiye
- Alan, Mesudiye
- Arıcılar, Mesudiye
- Arıkmusa, Mesudiye
- Armutkolu, Mesudiye
- Arpaalan, Mesudiye
- Aşağıgökçe, Mesudiye
- Aşıklı, Mesudiye
- Balıklı, Mesudiye
- Bayırköy, Mesudiye
- Bayraklı, Mesudiye
- Beşbıyık, Mesudiye
- Beyağaç, Mesudiye
- Beyseki, Mesudiye
- Birebir, Mesudiye
- Celal, Mesudiye
- Çaltepe, Mesudiye
- Çardaklı, Mesudiye
- Çavdar, Mesudiye
- Çerçi, Mesudiye
- Çitliksarıca, Mesudiye
- Çukuralan, Mesudiye
- Darıcabaşı, Mesudiye
- Dayılı, Mesudiye
- Derebaşı, Mesudiye
- Doğançam, Mesudiye
- Dursunlu, Mesudiye
- Erikköy, Mesudiye
- Esatlı, Mesudiye
- Göçbeyi, Mesudiye
- Gülpınar, Mesudiye
- Güneyce, Mesudiye
- Güvenli, Mesudiye
- Güzelce, Mesudiye
- Güzle, Mesudiye
- Hamzalı, Mesudiye
- Herközü, Mesudiye
- Ilışar, Mesudiye
- Kale, Mesudiye
- Karabayır, Mesudiye
- Karacaören, Mesudiye
- Kavaklıdere, Mesudiye
- Kışlacık, Mesudiye
- Konacık, Mesudiye
- Mahmudiye, Mesudiye
- Musalı, Mesudiye
- Pınarlı, Mesudiye
- Sarıca, Mesudiye
- Sarıyayla, Mesudiye
- Topçam, Mesudiye
- Türkköyü, Mesudiye
- Üçyol, Mesudiye
- Yağmurlar, Mesudiye
- Yardere, Mesudiye
- Yavşan, Mesudiye
- Yeşilce, Mesudiye
- Yeşilçit, Mesudiye
- Yeveli, Mesudiye
- Yukarıgökçe, Mesudiye
- Yuvalı, Mesudiye

## Perşembe
- Perşembe
- Alınca, Perşembe
- Anaç, Perşembe
- Aziziye, Perşembe
- Bekirli, Perşembe
- Beyli, Perşembe
- Boğazcık, Perşembe
- Bolatlı, Perşembe
- Çamarası, Perşembe
- Çaytepe, Perşembe
- Çerli, Perşembe
- Doğan, Perşembe
- Efirli, Perşembe
- Ekinciler, Perşembe
- Gündoğdu, Perşembe
- Güzelyurt, Perşembe
- Hacılar, Perşembe
- İmeçli, Perşembe
- İstanbulboğazı, Perşembe
- Kazancılı, Perşembe
- Kırlı, Perşembe
- Kovanlı, Perşembe
- Kurtuluş, Perşembe
- Kutluca, Perşembe
- Kuyluca, Perşembe
- Medreseönü, Perşembe
- Mersin, Perşembe
- Neneli, Perşembe
- Okçulu, Perşembe
- Ortatepe, Perşembe
- Ramazan, Perşembe
- Saray, Perşembe
- Selimiye, Perşembe
- Sırakovancı, Perşembe
- Soğukpınar, Perşembe
- Şenyurt, Perşembe
- Tarlacık, Perşembe
- Tepecik, Perşembe
- Tepeköy, Perşembe
- Töngeldüzü, Perşembe
- Yarlı, Perşembe
- Yazlık, Perşembe
- Yeniköy, Perşembe
- Yeniöz, Perşembe
- Yeşilköy, Perşembe
- Yumrutaş, Perşembe

## Ulubey
- Ulubey
- Akoluk, Ulubey
- Akpınar, Ulubey
- Aydınlar, Ulubey
- Başçardak, Ulubey
- Belenyurt, Ulubey
- Cevizlik, Ulubey
- Çağlayan, Ulubey
- Çubuklu, Ulubey
- Doğlu, Ulubey
- Durak, Ulubey
- Elmaçukur, Ulubey
- Eymür, Ulubey
- Fındıklı, Ulubey
- Güvenköy, Ulubey
- Güvenyurt, Ulubey
- Güzelyurt, Ulubey
- Hocaoğlu, Ulubey
- Kadıncık, Ulubey
- Kalıcak, Ulubey
- Kardeşler, Ulubey
- Kıranyağmur, Ulubey
- Kirazlık, Ulubey
- Koşaca, Ulubey
- Kumanlar, Ulubey
- Kumrulu, Ulubey
- Ohtamış, Ulubey
- Oyumgürgen, Ulubey
- Ören, Ulubey
- Refahiye, Ulubey
- Şahinkaya, Ulubey
- Şekeroluk, Ulubey
- Şıhlar, Ulubey
- Uzunmahmut, Ulubey
- Yenisayaca, Ulubey
- Yukarıkızılen, Ulubey

## Ünye
- Ünye
- Ağıdere, Ünye
- Ataköy, Ünye
- Aydıntepe, Ünye
- Başköy, Ünye
- Beylerce, Ünye
- Cevizdere, Ünye
- Çakmak, Ünye
- Çatak, Ünye
- Çatalpınar, Ünye
- Çataltepe, Ünye
- Çınarcık, Ünye
- Çiğdem, Ünye
- Denizbükü, Ünye
- Dereköy, Ünye
- Dizdar, Ünye
- Düzköy, Ünye
- Düzsaylan, Ünye
- Elmalık, Ünye
- Erenyurt, Ünye
- Esenkale, Ünye
- Eskikızılcakese, Ünye
- Fatih, Ünye
- Göbü, Ünye
- Gölcüğez, Ünye
- Günpınarı, Ünye
- Güzelkale, Ünye
- Güzelyalı, Ünye
- Hanyanı, Ünye
- Hızabaşıgünlük, Ünye
- Hızarbaşıkumarlı, Ünye
- İnkur, Ünye
- Kadılar, Ünye
- Kale, Ünye
- Kaledibi, Ünye
- Keş, Ünye
- Killik, Ünye
- Kocuklu, Ünye
- Kuşçulu, Ünye
- Kuşdoğan, Ünye
- Nadirli, Ünye
- Nurettin, Ünye
- Ortaköy, Ünye
- Pelitliyatak, Ünye
- Pınarbaşı, Ünye
- Sahilköy, Ünye
- Saraycık, Ünye
- Sarıhalil, Ünye
- Saylan, Ünye
- Sofutepesi, Ünye
- Şenyurt, Ünye
- Taflancık, Ünye
- Taşça, Ünye
- Tekkiraz, Ünye
- Tepeköy, Ünye
- Uğurlu, Ünye
- Üçpınar, Ünye
- Yavı, Ünye
- Yaycı, Ünye
- Yaylalı, Ünye
- Yazkonağı, Ünye
- Yenikent, Ünye
- Yenikızılcakese, Ünye
- Yeniköy, Ünye
- Yeşilada, Ünye
- Yeşilkent, Ünye
- Yiğitler, Ünye
- Yüceler, Ünye